# Dekanat Szczecin-Dąbie

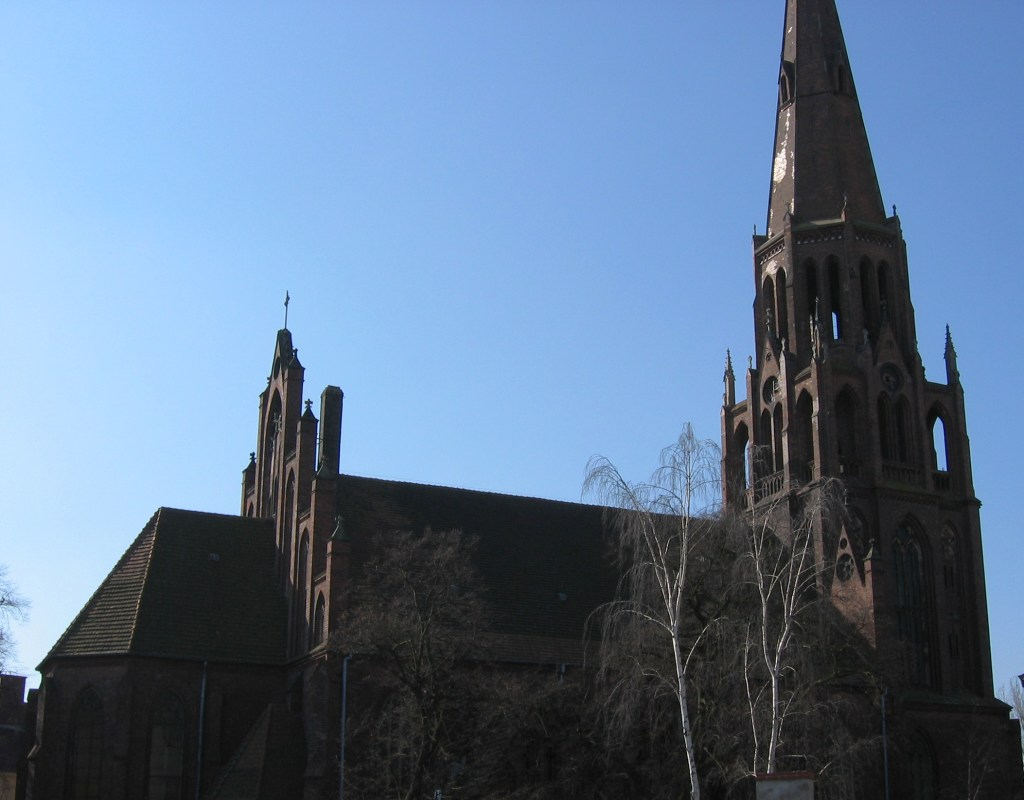
Kościół w Dąbiu

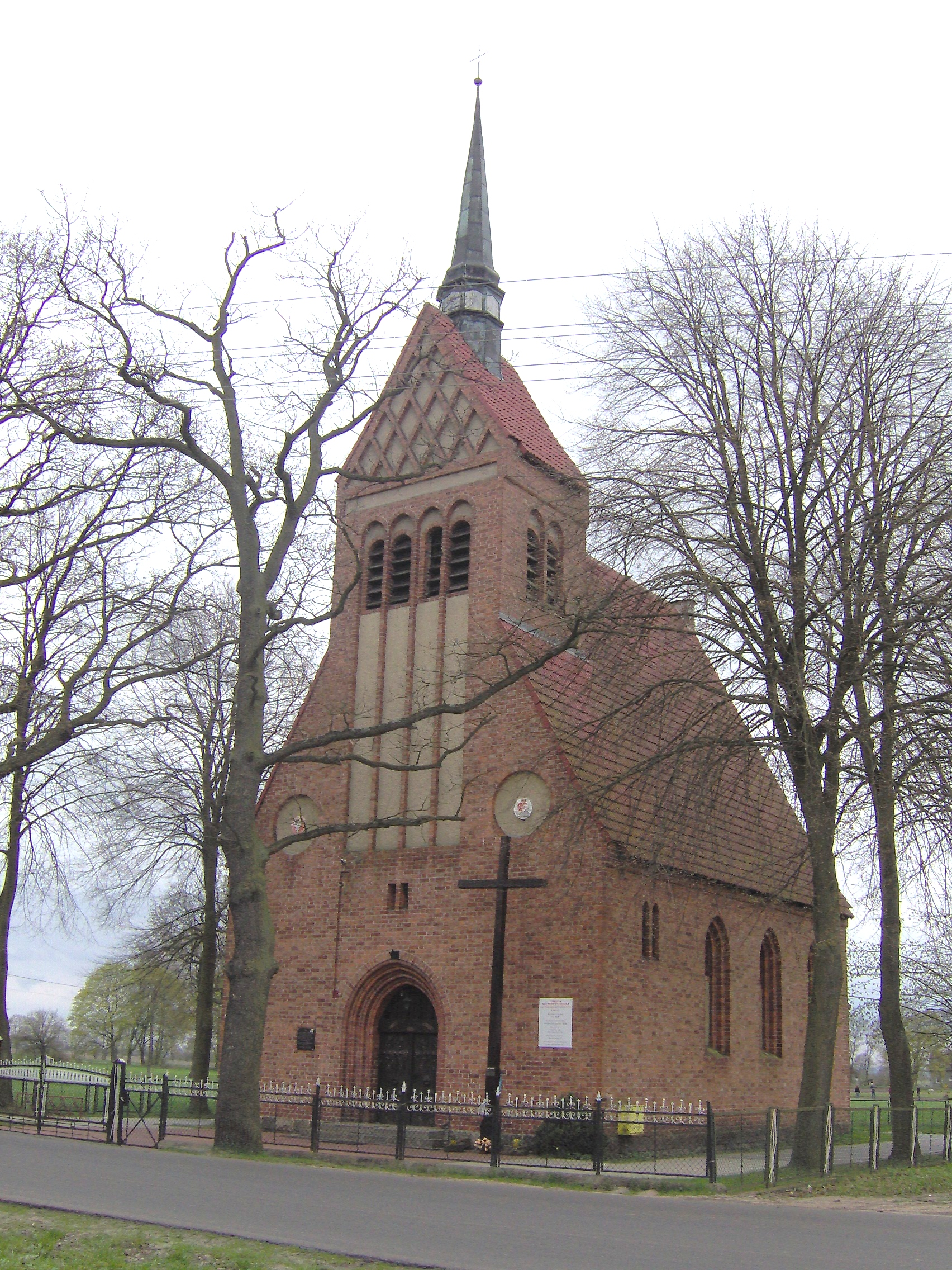
Kościół w Rurzycy

Dekanat Szczecin-Dąbie – jeden z siedmiu dekanatów w Szczecinie, w archidiecezji szczecińsko-kamieńskiej.

## Parafie
- Dąbie - Parafia Nawiedzenia Najświętszej Maryi Panny w Szczecinie
- Załom - Parafia Przemienienia Pańskiego w Załomiu
- Załom - Parafia św. Tomasza Apostoła w Szczecinie
- Płonia - Parafia Najświętszej Rodziny w Szczecinie
- Płonia - Parafia św. Franciszka z Asyżu w Szczecinie
- Wielgowo - Parafia św. Michała Archanioła w Szczecinie
- Dąbie - Parafia Wniebowzięcia Najświętszej Maryi Panny w Szczecinie
- Rurzyca (pw. Niepokalanego Poczęcia NMP)
  - Kościół filialny: Kliniska Wielkie

## Funkcje w dekanacie
- Dziekan: ks. kan. Kazimierz Piasecki
- Wicedziekan: ks. prałat mgr lic. Jan Jermak
- Ojciec duchowy: